# Jacques Auxiette

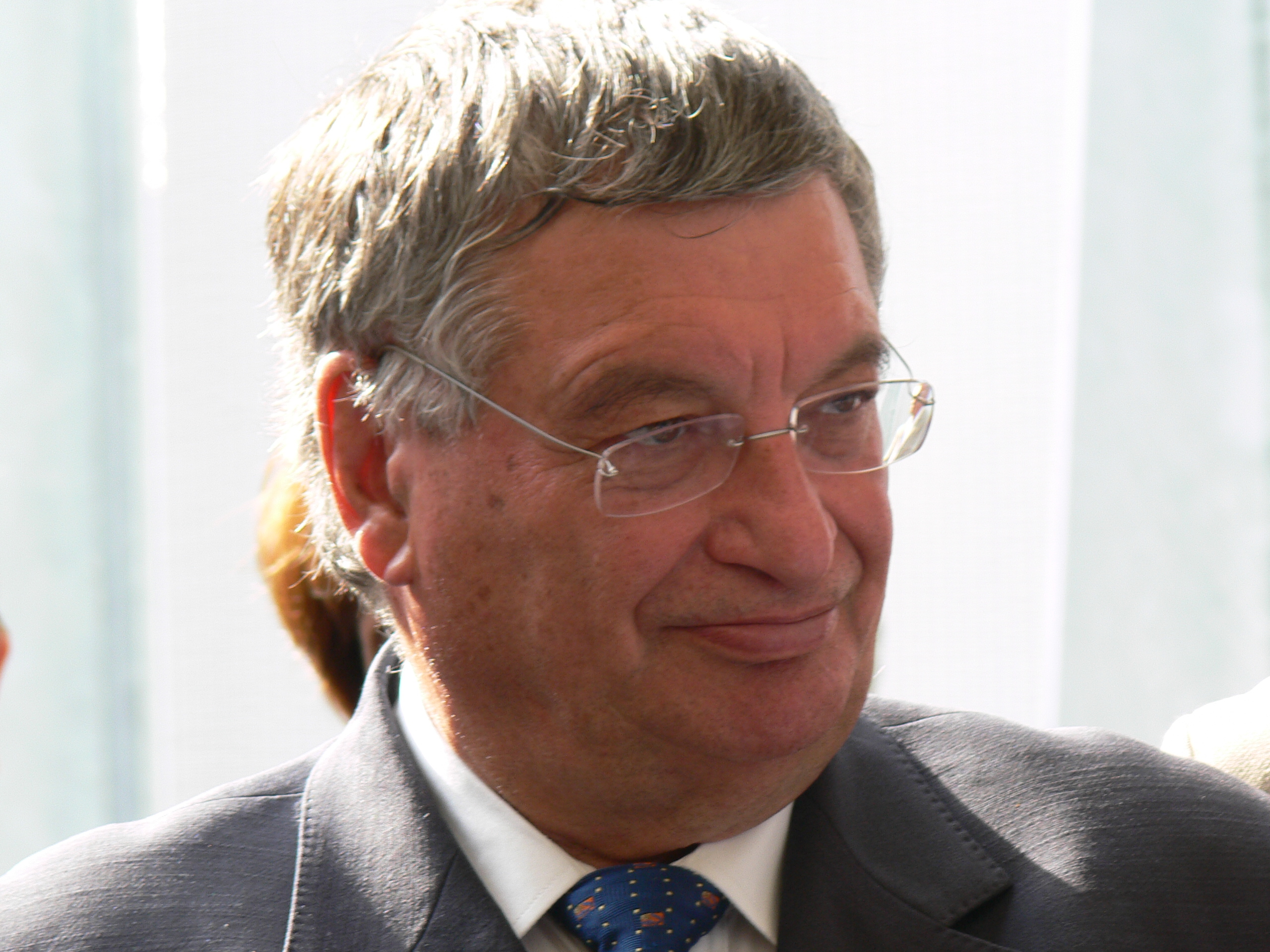
Jacques Auxiette 2007 an der Universität Nantes

Jacques Auxiette (* 3. Dezember 1940 in Monlevicq, Département Indre; † 10. Dezember 2021) war ein französischer Politiker und Mitglied der Sozialistischen Partei (PS). Seit 2004 war er für sieben Jahre gewählter Präsident der Region Pays de la Loire.

## Ausbildung und Beruf
Er begann mit seiner Ausbildung in Montluçon (Département Allier). Anschließend absolvierte er die Universität von Clermont-Ferrand im wissenschaftlichen Zweig und schloss mit den Diplom in Mathematik ab. In den Jahren von 1964 bis 1969 leistete er seinen Militärdienst in Tunesien, bevor er ab 1970 Lehrer für Mathematik im Lycée Pierre-Mendès-France wurde. Von 1983 bis 1998 war er Schulleiter an einem öffentlichen Gymnasium. Auxiette starb am 10. Dezember 2021 an den Folgen eines chirurgischen Eingriffs. Er hinterließ zwei Kinder. Seine Frau starb vor ihm.

## Politische Karriere
Seine politische Laufbahn begann bereits Ende der 1960er Jahre mit der aktiven Arbeit im ältesten und größten französischen Studentenverband Union nationale des étudiants de France (UNEF), seit 1973 ist er Mitglied in der Sozialistischen Partei und wurde noch im gleichen Jahr deren Generalsekretär in La Roche-sur-Yon. Von 1986 bis 1990 war er auch Generalsekretär der Landespartei.
1977 kandidierte er erfolgreich als Bürgermeister von La Roche-sur-Yon und behielt dieses Amt für 27 Jahre, 1979 wurde er für vier Jahre außerdem Kanzler des 1973 in zwei Hälften geteilten Kantons La Roche-sur-Yon-Nord. 1986 wurde er in diesem Amt bestätigt, das er bis zu seinem Tod innehatte. Ab 1994 war er auch Vizepräsident des interkommunalen Zusammenschlusses „Communauté de communes du Pays Yonnais“ und wurde mehrfach wiedergewählt.

## Weitere nationale und internationale Funktionen

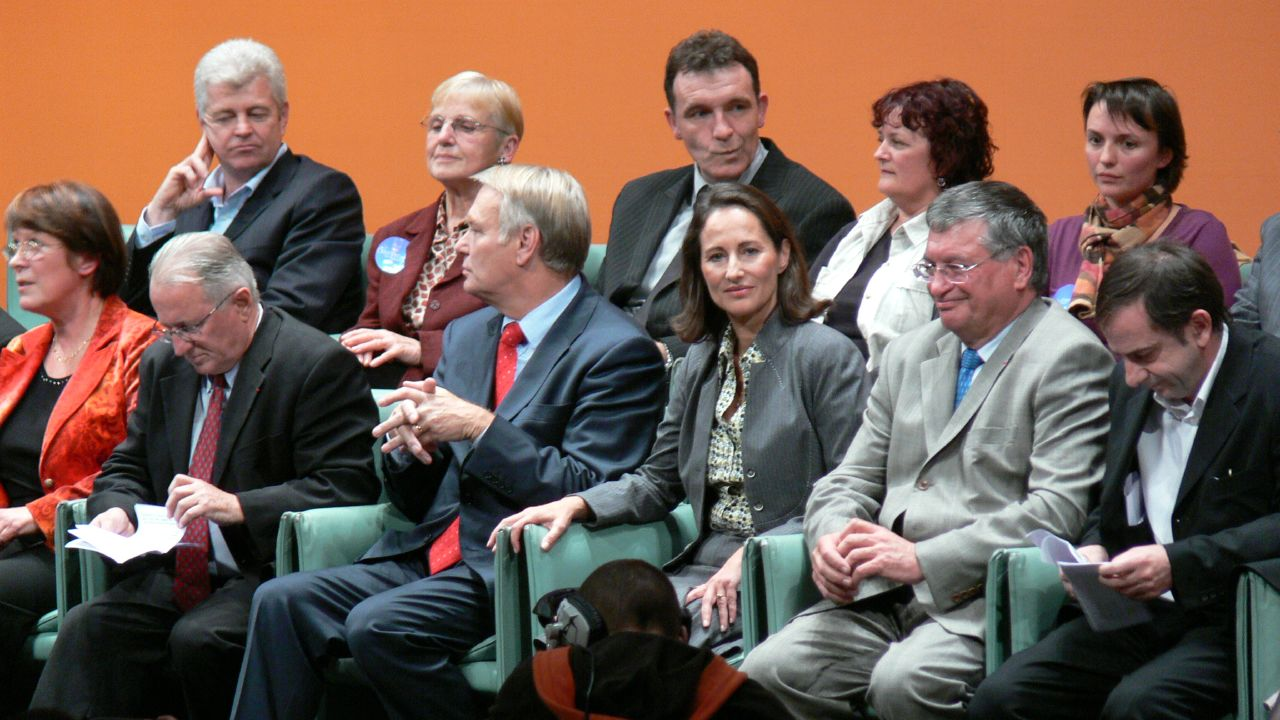
Jacques Auxiette im hellen Anzug, erste Reihe. Neben ihm sitzt Ségolène Royal

Ab 1984 war er Mitglied des Verwaltungsrates der Vereinigung französischer Bürgermeister und in Personalunion Mitglied des Verbunds französischer Mittelstädte. Von 1983 bis 1987 war er Vorsitzender der Nationalen Schulaufsicht (ENA) sowie des „Conseil Supérieur de la Fonction Publique Territoriale“ (CSFPT) und blieb, französischer Tradition folgend, dem öffentlichen Dienst eng verbunden.
1989 wurde Auxiette außerdem Präsident des 1980 gegründeten „Groupement des Autorités Responsables de Transport“ (GART), einem Zusammenschluss von 263 Organisationseinheiten im Transportwesen. Dazu zählen 185 Ballungs- und urbane Verdichtungsräume, 59 Départements und 19 Régionen. Jacques Auxiette gilt als Modernisierer des Öffentlichen Personennahverkehrs (ÖPNV) und hat insbesondere bei den Bemühungen zur Dezentralisierung des Transport express régional (TER) entscheidend mitgewirkt. Er war Vorsitzender der Transportkommission im Conseil des communes et régions d’Europe (CCRE).
Weitere wichtige internationale Aufgaben sah Jacques Auxiette in der Dezentralisierung, der nachhaltigen Entwicklung, im Frieden und in der Förderung internationaler Partnerschaften. Er war Mitglied der französischen Delegation der „Fédération Mondiale des Cités Unies“ (FMCU) bei der weltweiten Tagung in Johannesburg in Südafrika. Auch war er Mitglied der „Association française du conseil des communes et régions d’Europe“ (AFCCRE) sowie Gründungsmitglied der neugegründeten „Cities & Local Government United“.